# Mosquée des Teinturiers

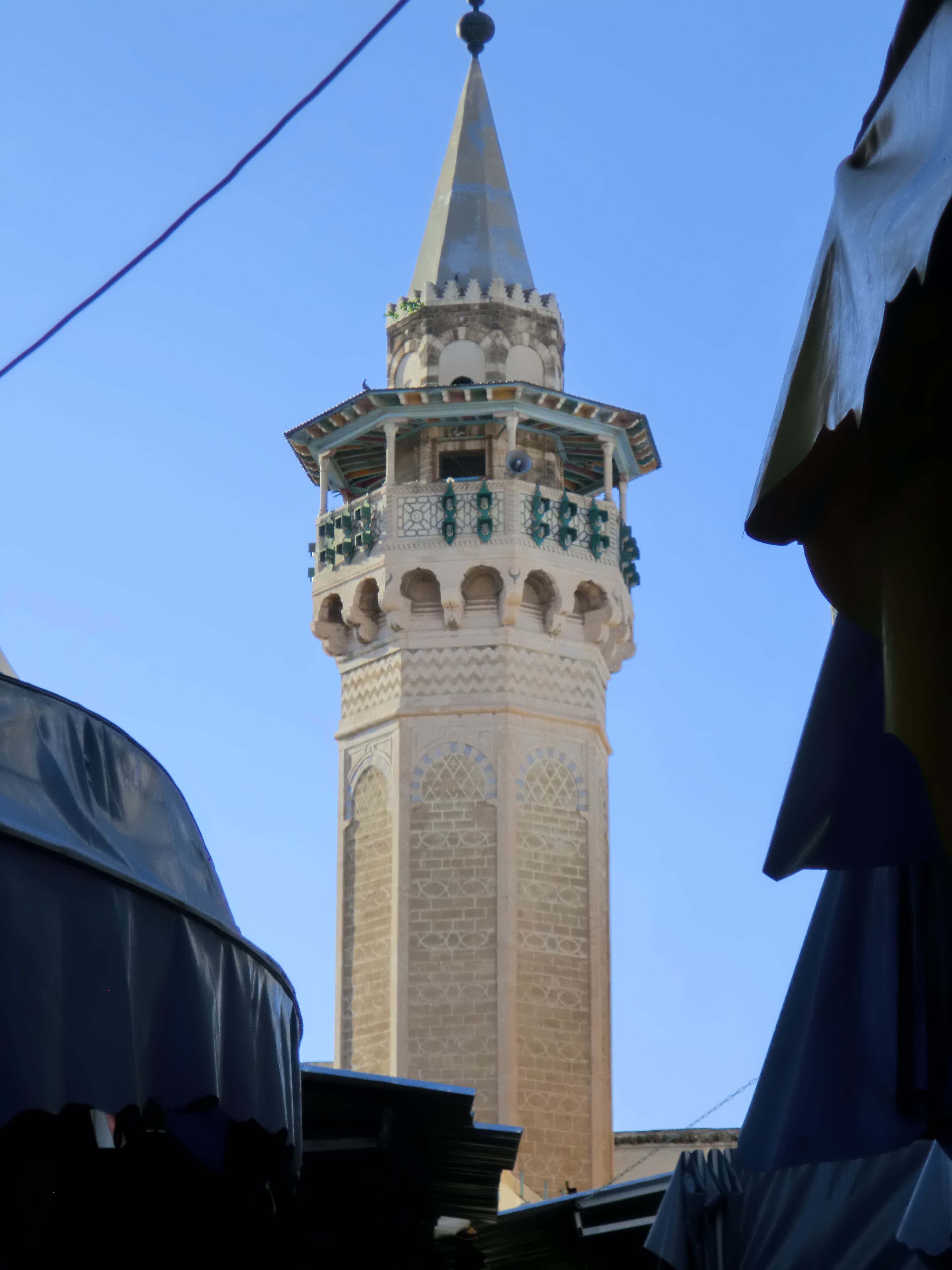
Vue du minaret de la mosquée des Teinturiers.

La mosquée des Teinturiers (arabe : جامع الصباغين), également appelée Mosquée neuve ou Jamaa Al Jadid (جامع الجديد), est une mosquée tunisienne située sur la rue des Teinturiers dans la médina de Tunis.

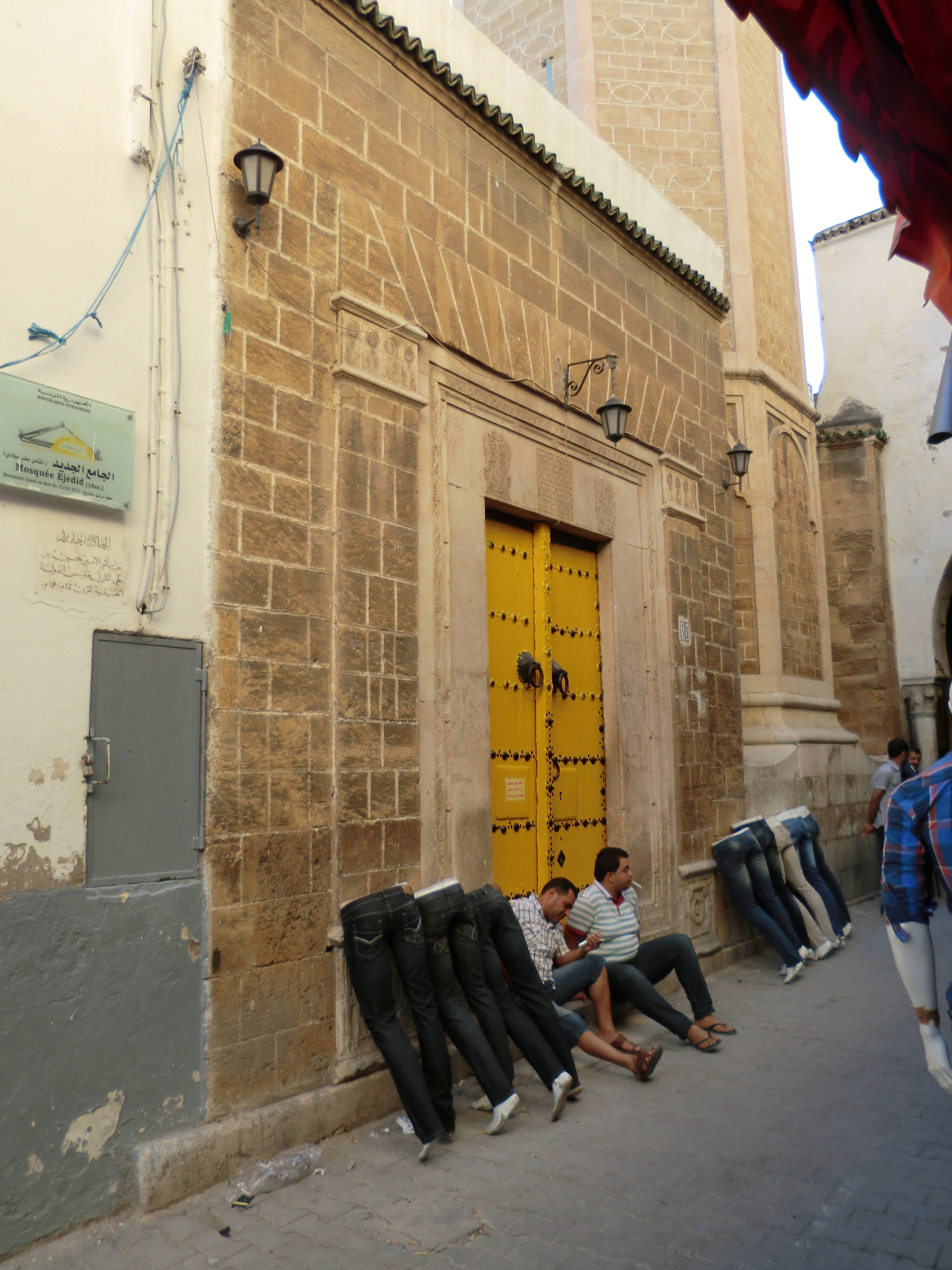
Vue d'une porte de la mosquée.

Élevée par le fondateur de la dynastie husseinite, Hussein Ier Bey, à partir de 1723, elle est inaugurée en avril 1727.
La mosquée comporte une petite cour de forme trapézoïdale précédant la salle de prière. Cette dernière, de plan rectangulaire, mesure 19,2 mètres sur 17,2. Elle est divisée en cinq nefs couvertes de voûtes en berceau ; une coupole s'élève à l'intersection de la nef centrale et de la travée longeant le mur de la qibla. Le minaret, de forme octogonale, est coiffé d'un lanternon pyramidal ; il est inspiré des minarets des mosquées Youssef Dey et Hammouda-Pacha.
À la mosquée, le souverain a fait ajouter une médersa ainsi qu'un petit mausolée destiné à recevoir sa dépouille.

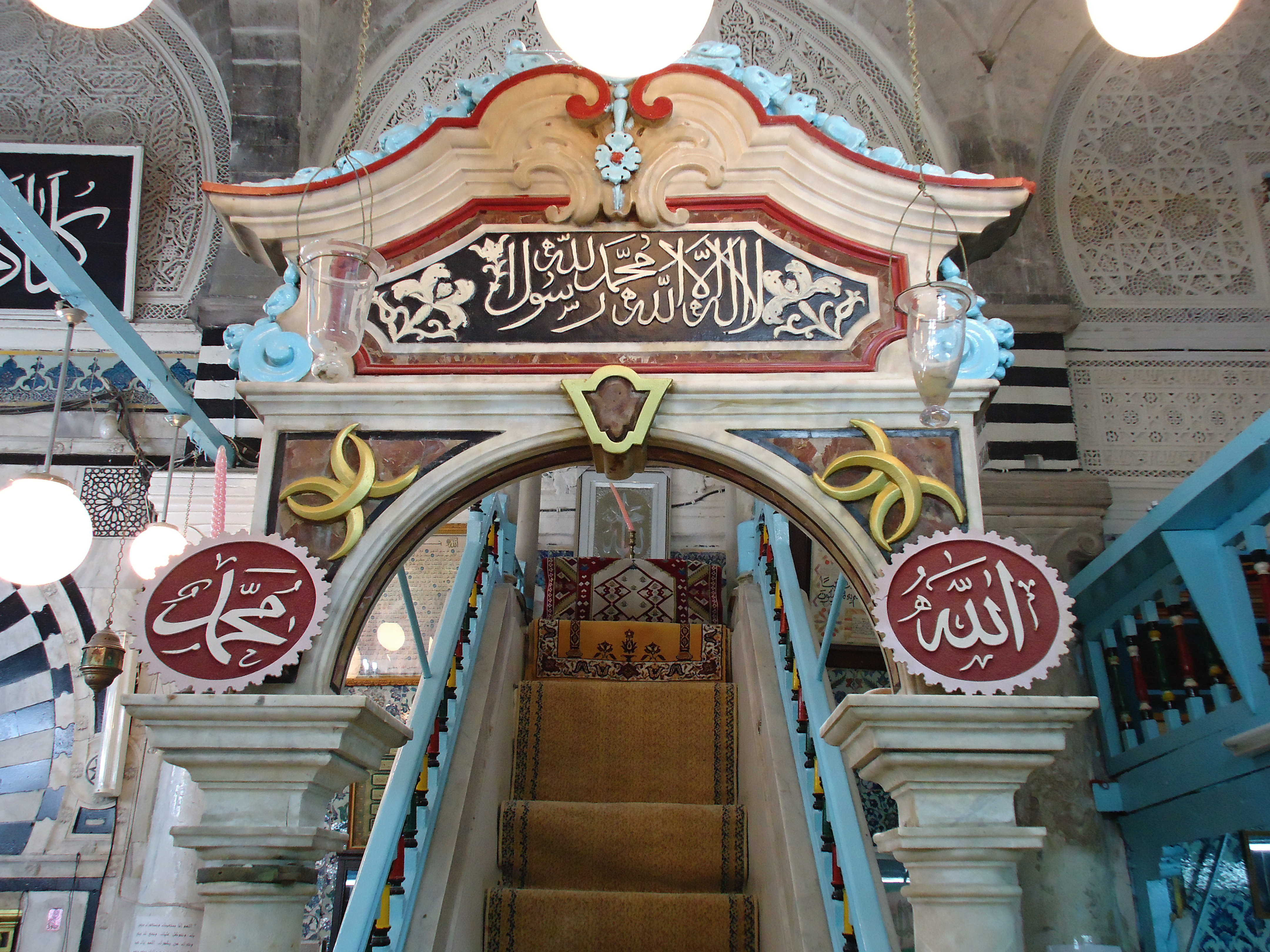
Gros plan sur le minbar (chaire à prêcher).
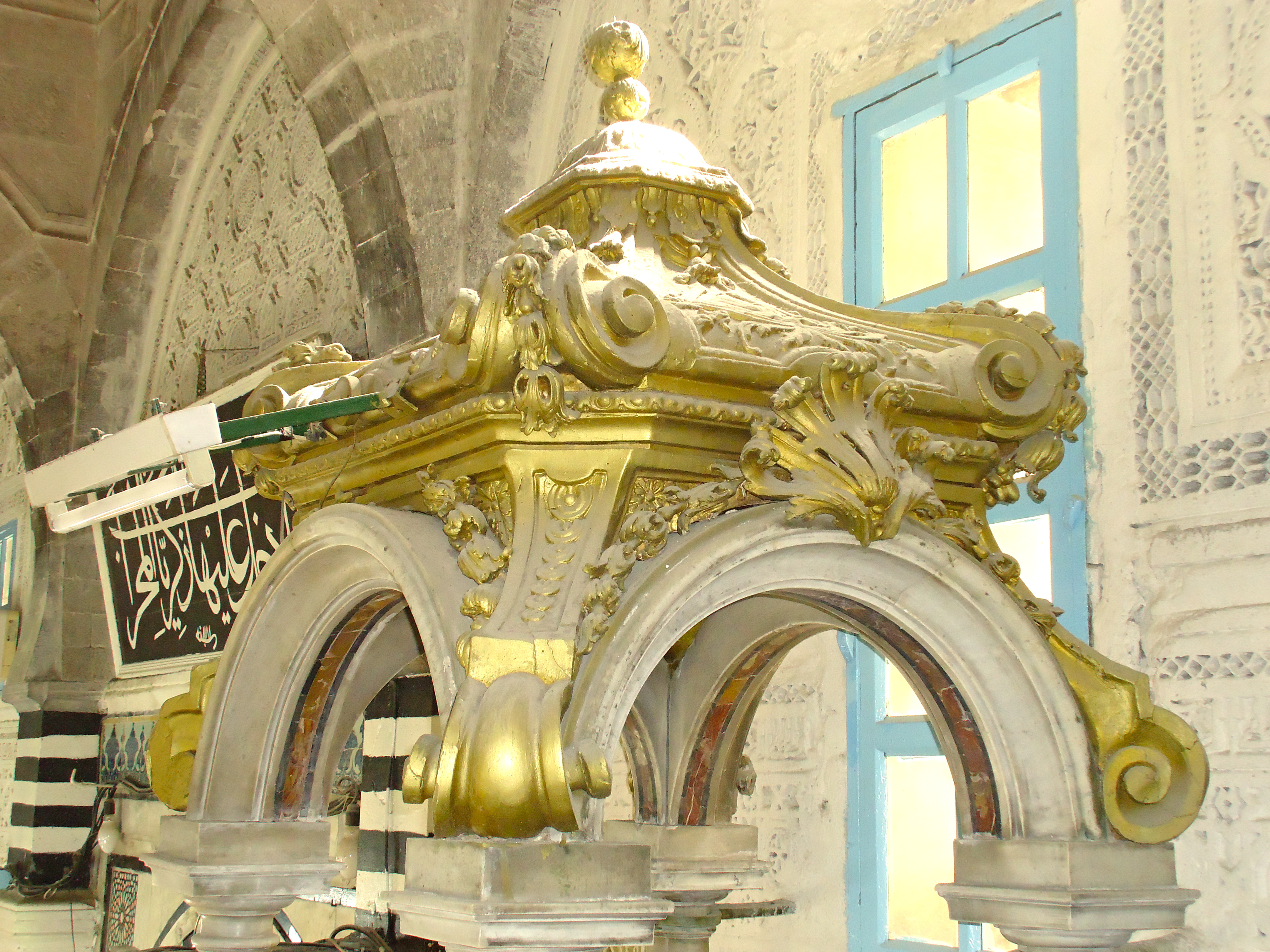
Couronnement en bois doré du baldaquin du minbar.
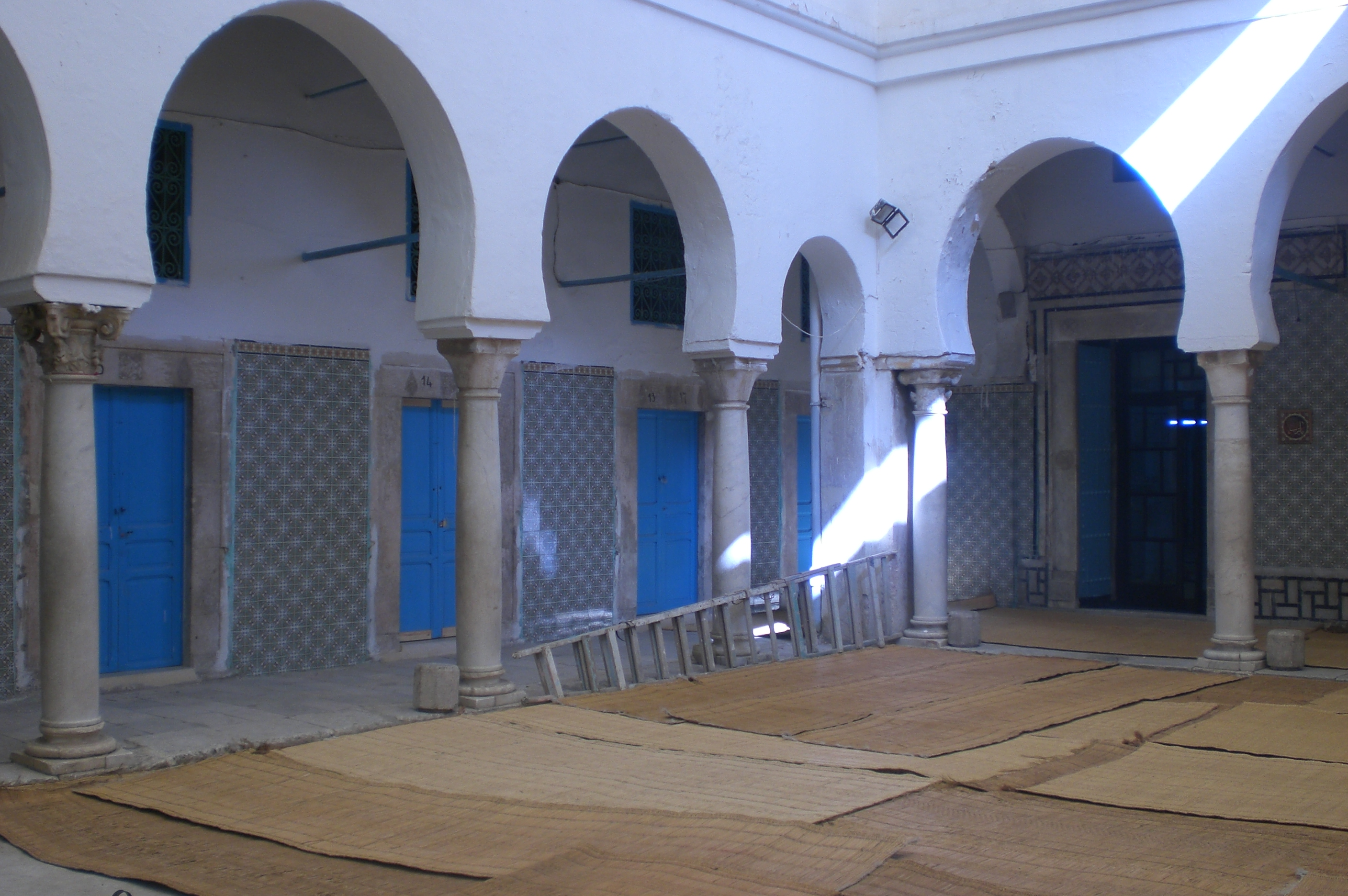
Un des portiques de la médersa de la mosquée des Teinturiers.